# The Tortured
Pour plus de détails, voir Fiche technique et Distribution.
The Tortured ou Torturés (au Québec) est un film d'horreur américain réalisé en 2008 par Robert Lieberman, et sorti en 2010 en DVD et             Blu-ray. Le scénario a été écrit par Marek Posival.

## Synopsis
Craig, laisse son fils unique Benjamin dans le jardin pour aller chercher de la crème solaire. Au même moment, un psychopathe pénètre dans le jardin et enlève Benjamin sous ses yeux. Craig n'a pas le temps de rattraper la camionnette car le ravisseur a accéléré. La police l'a retrouvé mort chez le suspect, atrocement mutilé. Le tueur, arrêté par la police, est déclaré coupable de meurtre et reçoit une sentence légère déposée par le tribunal. Scandalisée par la clémence de la justice, Élise, la mère de l'enfant, complètement aveuglée par la peine et la colère, demande à Craig de lui fournir une arme pour tuer le meurtrier de leur fils. Craig ayant refusé, elle quitte la maison. Mais quelque temps après, il change d'avis et décide avec Élise d'enlever le présumé meurtrier  pour l'emmener dans un endroit isolé afin de le torturer à mort pour que le tueur subisse le même sort que Benjamin.

## Fiche technique
- Titre : The Tortured
- Réalisation : Robert Lieberman
- Scénario : Marek Posival
- Producteurs : Mark Burg, Oren Koules, Carl Mazzocone, Marek Posival
- Musique : Jeff Rona
- Société(s) de production : LightTower Entertainment, Twisted Light Productions, Twisted Pictures
- Société de distribution : VVS Films
- Langue : anglais
- Sorties :
  -  États-Unis : 8 novembre 2009 (au cinéma)
  -  France : novembre 2010 (directement en DVD et Blu-ray)
  -  Royaume-Uni : 30 août 2010  (directement en DVD et Blu-ray)[2]
- Public : Interdit aux moins de 16 ans.

## Distribution
- Erika Christensen : Élise
- Jesse Metcalfe : Craig
- Bill Moseley : Kozlowski, le psychopathe
- Chelah Horsdal : Liane Strader
- Viv Leacock : officier Patterson
- Yee Jee Tsoa : Dr Scanlan
- Darryl Scheelar : Officier Alvarez
- Thomas Greenwood : Ben
- Peter Abrams : le juge Stanley
- Stephen Millera : Dr Locke
- Donita Dyer : Mme Holden
- Paul Herberta : Bailiff
- Aaron Pearl : le prêtre
- Carl Mazzocone Sr. : l'avocat de la défense
- John Taylor : le pasteur
- Zak Santiago : le jeune flic
- Lynn Colliar : la présentatrice
- Marke Driesschen : le journaliste
- Sheila Shah : la vendeuse
- Jakob Davies : le garçon
- Stephen Park : le jeune homme
- Samantha Gutstadts : la jeune fille
- Kurt Max Runte : Guard
- John Stewart : Guard
- Jessie Rusu : Mid-twenties woman
- Fulvio Cecere
- Bill Lippincott
- Alfonso Quijada

## Similitudes
Le film ressemble davantage au roman et au long métrage québécois de l'auteur Patrick Senécal Les sept jours du talion, et certaines scènes permettent les comparaisons : un tueur d'enfants condamné à une légère peine de prison, une vengeance parentale, un père d'une jeune victime qui est médecin, droguer des policiers pour voler un véhicule qui transporte un détenu, emmener le tueur dans une maison située au milieu de nulle-part, le prisonnier attaché sur une table, des flashbacks et le désordre mental des parents qui souffrent d'hallucinations visuelles et auditives.